# Ryska federationens kustbevakning

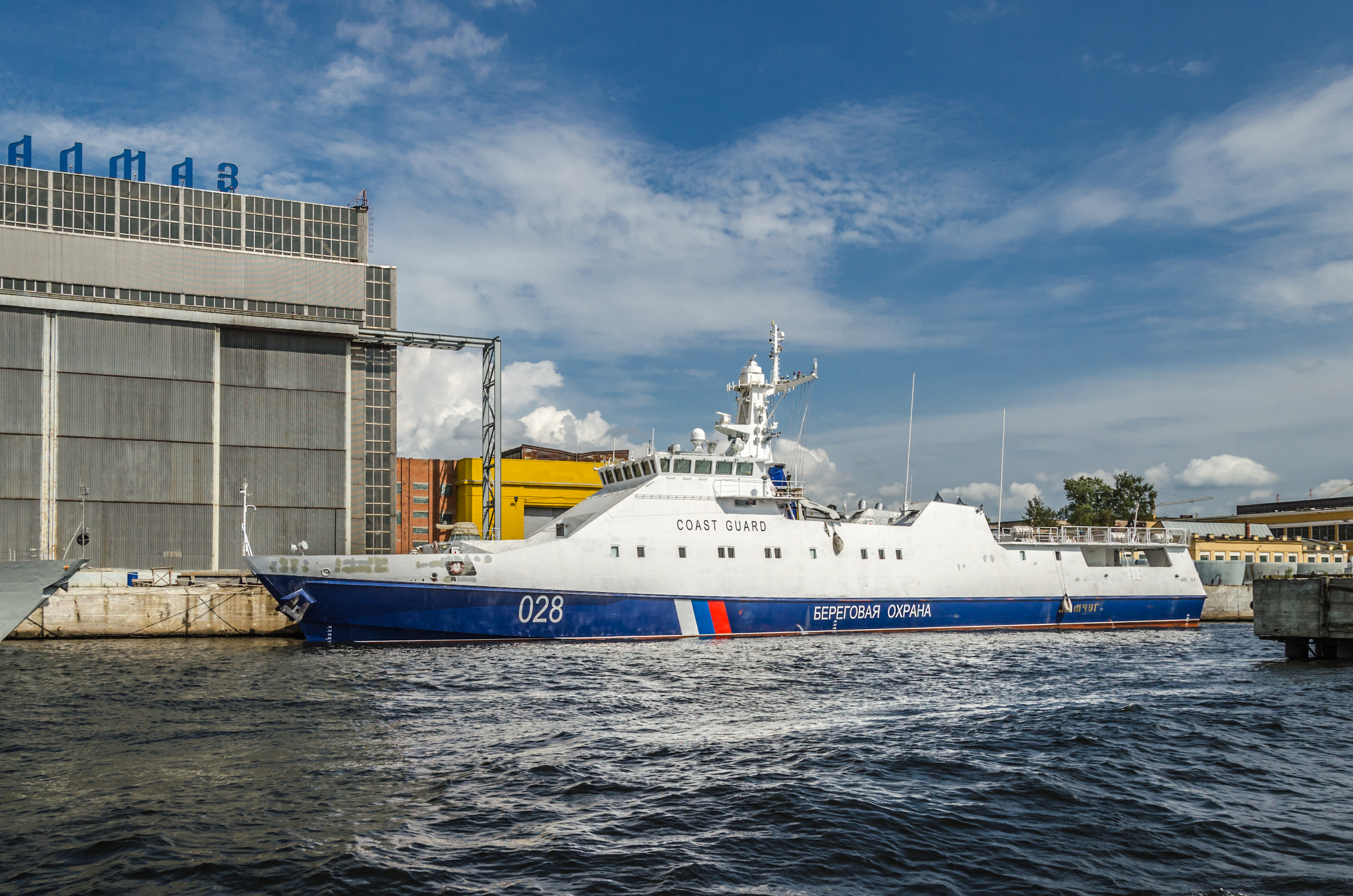
Kustbevakningsfartyg i hamnen i St Petersburg.

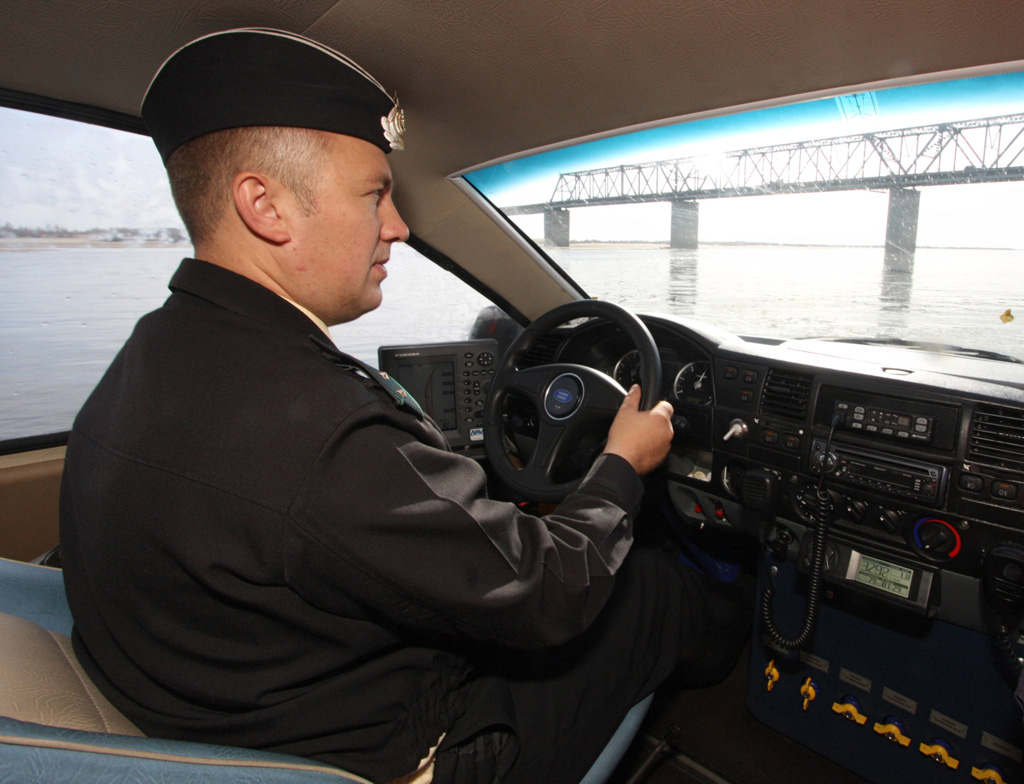
Kustbevakare i Amurregionen.

Ryska federationens kustbevakning (Береговая охрана Пограничной службы Федеральной службы безопасности Российской Федерации (БОХР ПС ФСБ России) bildes 2007 och skiljer sig från sin ryska och sovjetiska föregångare, gränsbevakningens marina förband, genom att den inte utgör en militär utan en polisiär organisation med brottsbekämpning som huvuduppgift.

## Uppdrag
Kustbevakningens jurisdiktion omfattar terrorialvattnen och den exklusiva ekonomiska zonen.
- Upprätthålla den Ryska federationens territoriella och fiskala suveränitet genom att förhindra olaga gränsöverträdelser av personer och varor
- Skydd av de akvatiska biologiska resurserna inom den Ryska federationens territorialhav, inre farvatten, exklusiva ekonomiska zon och kontinentalsockel.[2]
- Bekämpa terrorism, utländsk infiltration och andra hot mot den Ryska federationens nationella säkerhet i landets kustområden

## Militärhögskola
Kustbevakningens officerare och specialistofficerare utbildas vid Kustbevakningens militärhögskola (Институт береговой охраны ФСБ Россииi) i Anapa.

### Officerare
Officersutbildningen avslutas med en civilingenjörsexamen inom något av följande ämnesområden:
- Navigation
- Automatiska kontrollsystem
- Systemteknik
- Radiokommunikation, radio och television
- Drift av energitransportanläggningar
- Elektrisk och automatisk drift

Källa:

### Specialistofficerare
Specialistofficerutbildningen avslutas med en yrkeshögskoleexamen inom ämnet rättsvård.
Källa: